# 刘洪斌
刘洪斌（或刘洪滨），是一位经常出现在中国电视医药广告中的年长假药神医，先后以「著名老中医」、「苗医」、「蒙医传人」、「北大教授」等九个身份示人，而其出演的广告，节目多被查处。

## 争议
刘洪斌所推销的「药物」，大多打着传统中药的旗号。而在网上，这些「药物」差评连连，多數已经被药监部门定性为假药。据媒体报道，这些「医药产品」曾屡上黑名单，被河南、安徽、河北等地食药监局多次查处。
国家中医药管理局表示：刘洪斌「不具有中医医师资格，未在中医医疗机构任职，也不是所谓『苗医传人』」。
2017年6月23日，广电总局发布通知称刘洪斌出演的「苗医鲜药·苗仙咳喘方」等广告超时，还存在以节目形态变相发布或以电视购物短片广告形式播出，夸张、夸大宣传，以医生、专家、患者、公众人物等形象作疗效证明等违规问题，要求各级广播电视播出机构须立即停止播出相关广告。